# Rossi (California)
Rossi è una comunità non incorporata degli Stati Uniti d'America situata nella Contea di Kings, nello Stato della California. Si trova sulla Southern Pacific Railroad a una distanza di circa 4,8 km a ovest di Lemoore.